# Cámara panorámica

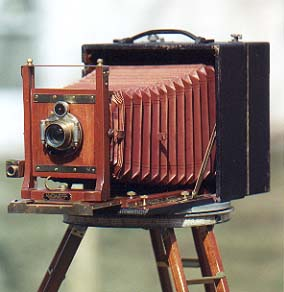
Cirkut camera.

Una cámara panorámica es un tipo de cámara fotográfica que puede incluir mecanismos de rotación, o disponer de un tipo de  película o sensor alargado, denominadas cámaras alargadas, que, finalmente, por uno u otro método, permitan obtener una imagen continua del paisaje o motivo de interés.

## Historia
La idea de crear contenido visual continuo, abarcando un amplio campo visual, es bastante antigua. De hecho, el largo camino de investigación y experimentación que se ha recorrido hasta la aparición de este tipo de representaciones se inicia en el año 1787.
Diversas iniciativas tienen lugar desde entonces, pictóricas en el inicio, incluso arquitectónicas, para su exposición, como los cicloramas, e inmediatamente, tras la invención de la fotografía en 1826 por el francés Joseph Nicéphore Nièpce, los panoramas, como obras continuas, obtenidas con cámaras ad hoc, como la Cirkut camera, ensamblando imágenes, como la que sigue, toman relevancia en todos los campos de exposición de contenidos visuales.

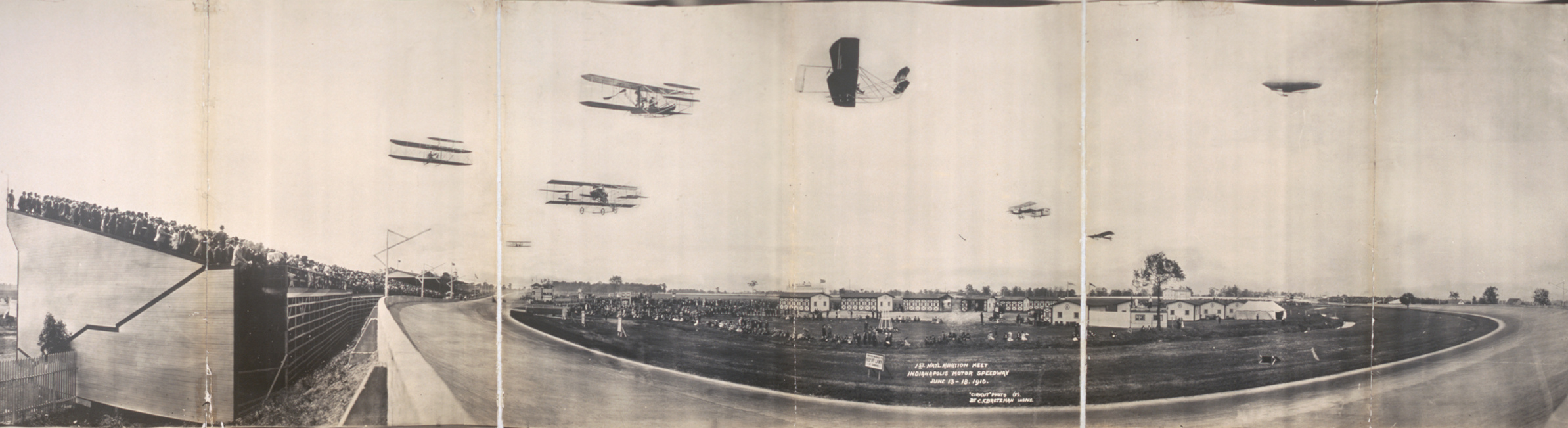
Meeting de aviación, Indianápolis, 1910. 6 años, 5 meses y 29 días Era de la Aeronáutica y el Espacio.

### Evolución
En las imágenes panorámicas, además de no ser necesaria la visualización de los 360° horizontales, tampoco tiene relevancia o interés la obtención de representación del cenit ni del nadir, dos puntos o áreas visuales cuyas imágenes resultan de difícil obtención y más complicado tratamiento.
No será hasta finales del siglo XX, inicios del siglo XXI, cuando surjan aplicaciones computacionales que permitan ese tratamiento, en forma del denominado «cosido de imágenes» o stitching. Este avance, junto con los progresos de la denominada realidad virtual, así como de elementos asociados, fundamentalmente los cascos de realidad virtual y las cámaras omnidireccionales, propicia la "acción y efecto de dar carácter popular a algo", la popularización, de las imágenes panorámicas completas, en sentido horizontal y vertical, imágenes omniorámicas que permiten una visualización del total de la esfera de lo visible, en 180° verticales, 90° ascendentes y 90° descendentes, y 360° horizontales, la totalidad del horizonte.
De este modo, todo omniorama es una panorámica, en el sentido de la horizontalidad, pero no toda panorámica, aún de 360°, es un omniorama, en el sentido de la verticalidad.

## Técnica

Sistema omnidireccional.

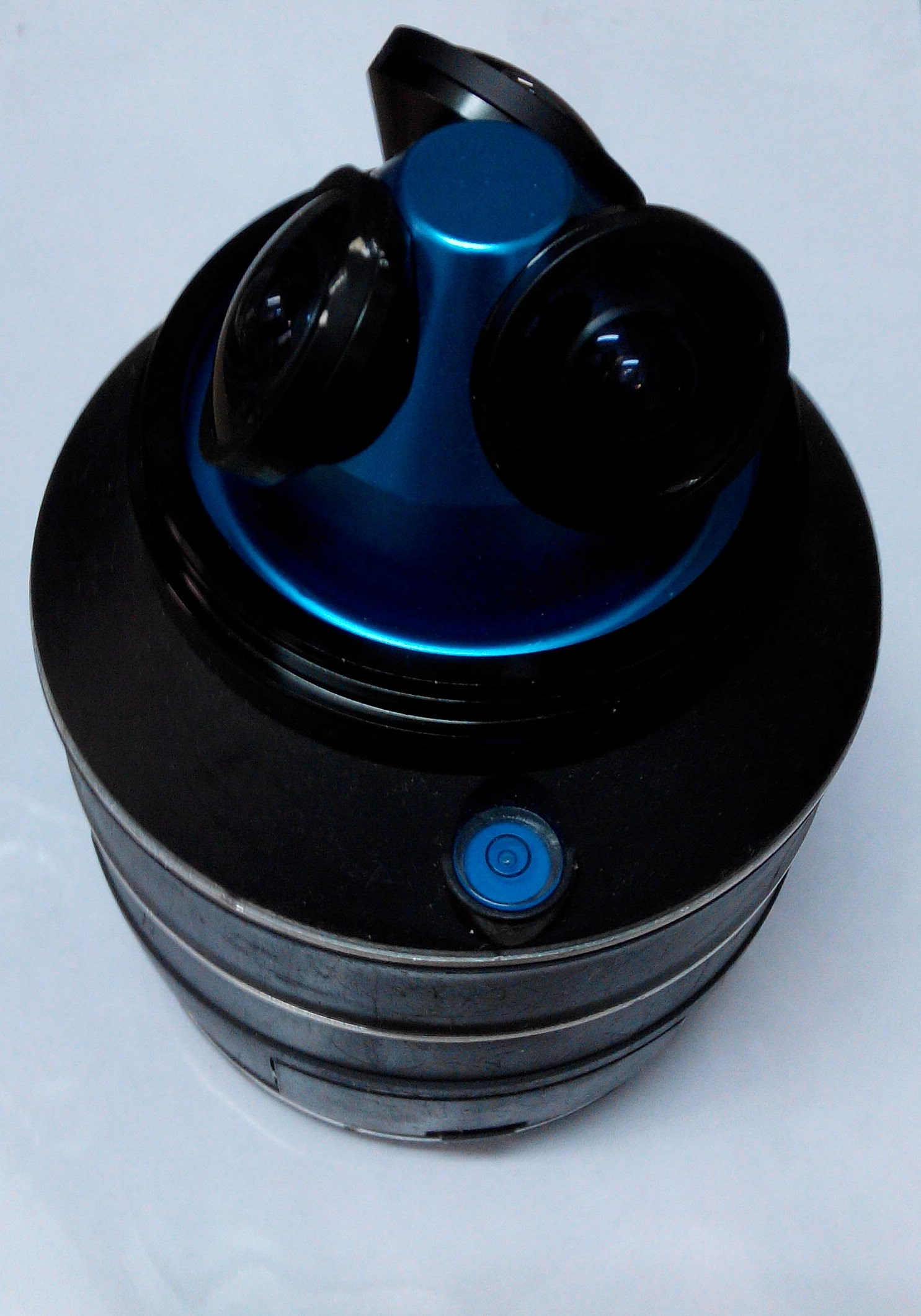
Cámara ominiorámica con tres lentes.

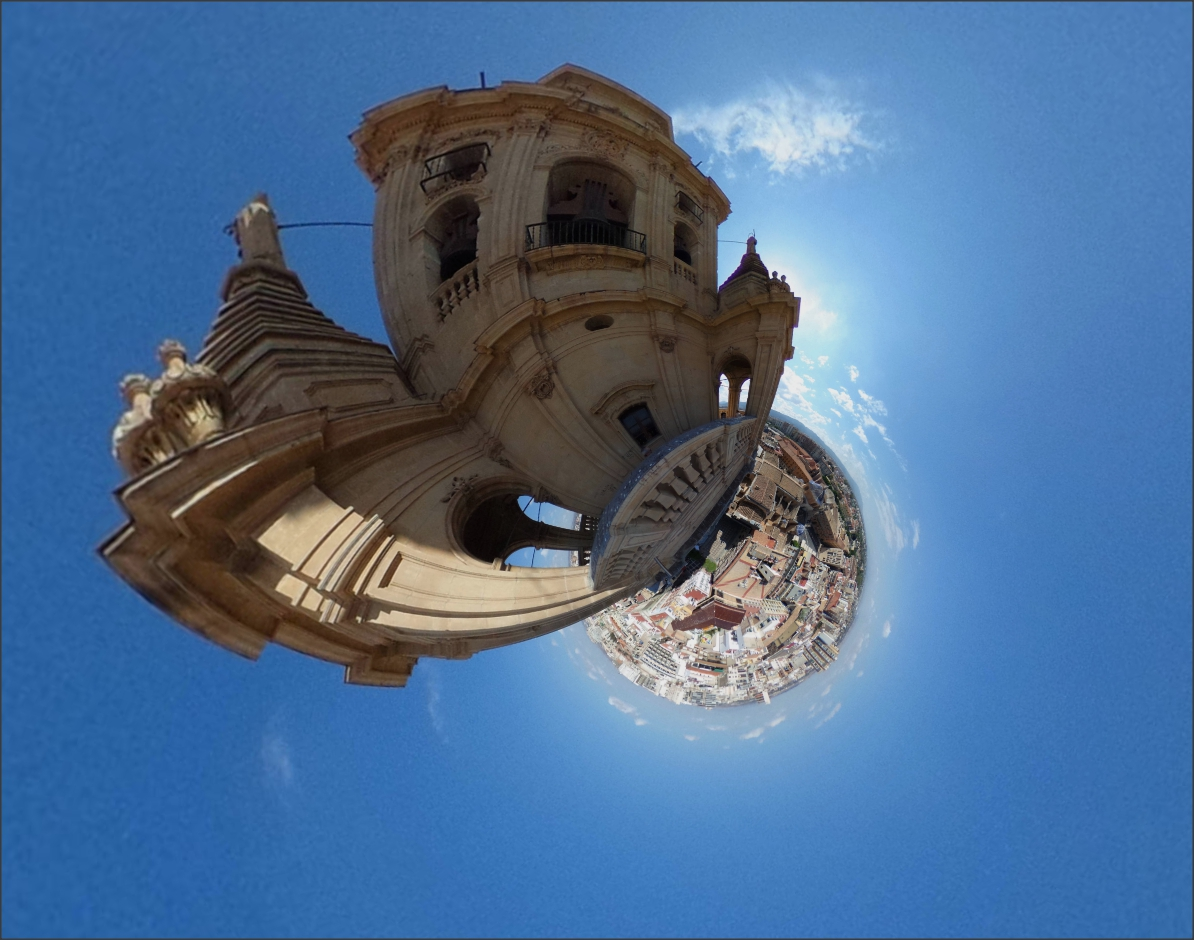
Panorámica polar
Visión omniorámica o de entorno.

Desde las iniciales cámaras panorámicas, tipo cámara Cirkut, se evoluciona a tipos de cámaras rotatorias, tanto analógicas como digitales, surgiendo las cámaras alargadas, como la Hasselblad X-Pan, de los años 90, que utiliza película de 35 mm y produce unos negativos de 56 mm de ancho, la Fuji GX617, que producía negativos de 17cm de ancho, captando 86° horizontales, o la Seitz que produce imágenes de 160 megapíxeles.
Este tipo de cámaras son usadas, generalmente, por fotógrafos profesionales, existiendo además pocos laboratorios con capacidad para relevar o producir copias de negativos tan largos.

### Sistema reflex
Progresivamente pasan a tomar relevancia las cámaras réflex que, montadas sobre una rótula panorámica, y tras su tratamiento con la aplicación informática adecuada, en un proceso de posproducción y empleando la técnica de cosido de imágenes, producen imágenes panorámicas, incluso omniorámicas, con grandes posibilidades creativas, según el interés perseguido e inquietudes artísticas.
No obstante, en sentido estricto, no se trata de una cámara panorámica sino de un sistema de trípode y nivelador, sobre el que se sitúa un cabezal que admite el acople de una cámara, lo que permite la rotación en todas las direcciones, según los ángulos programados y, finalmente, obtener una serie de imágenes,  a veces en gran número, dependiendo del angular usado y otros factores, que, una vez tratadas, generen las panorámicas u omnioramas deseados.

### Cámara omnidireccional
Una cámara específica, que se puede considerar como cámara panorámica, es la cámara omnidireccional u omniorámica,  siendo aquella que, sin necesidad de rotación, obtiene la representación de todo lo que se ve desde un punto nodal, de todo lo que rodea ese punto nodal, una imagen con visión en 180° verticales y 360° horizontales.
Una imagen que cubre la esfera de lo visible, un omniorama, siendo cámaras que se pueden componer de un soporte, de un cuerpo, en el que se encuentran, entre otros elementos, los sistemas de gestión y procesado, y, al menos, dos objetivos asimilables como «ojo de pez», con un angular extremadamente amplio, de modo que en el momento de un único disparo se generan varias imágenes que cubren los campos en que se divide la esfera de lo visible.
El producto de estas cámaras, bien en procesado interno directo o en postproducción, es una imagen en proyección equirectangular, de la cual se puede derivar diversos productos, como una panorámica, un omniorama, una imagen como panorámica polar, recortes, secciones y otras variables sujetas a la actividad creativa.

### Sistemas celulares
Los sistemas celulares, de telefonía móvil, smartphones o teléfono inteligente van incorporando diversos recursos, basados en software de «cosido de imágenes», con procesado interno, que permiten la obtención de imágenes panorámicas en modo próximo al tiempo real por cualquier persona, sin grandes conocimientos ni necesidades de postproducción.
Así, los teléfonos inteligentes devienen en una cámara panorámica con capacidades en constante aumento, disponibles para el usos de cualquier persona con una mínima inquietud.